# Liste des Justes de la Drôme
Compléments
Reconnus par Yad Vashem, de 1965 à 2017.
Les « Justes » dans le département de la Drôme sont les personnes qui dans ce département français ont protégé les Juifs pendant la Seconde Guerre mondiale, et ont reçu le titre de « Juste parmi les nations » décerné par l'Institut Yad Vashem.

## Liste par lieu
La liste des Justes de la Drôme est présentée par commune ou hameau de ce département, selon les informations du Yad Vashem et le découpage administratif de l'époque. Le prénom et le nom de chaque titulaire sont indiqués, suivis de ses dates et profession ou qualité lorsqu'elles sont connues ; la mention « J. » précède l'année de nomination comme Juste.

### Buis-les-Baronnies
- Jeanne Touranche, née Borel (1927-2014), lycéenne, J. 2016[1].

### Châteauneuf-sur-Isère
- Auguste Dureau (1908-1962), enseignant, J. 1992[2].
- Madeleine Dureau, née Loubie (1909-1993), enseignante, J. 1992[2].
- Amédée François (1904-1965), cultivateur, J. 2011[3].
- Suzanne François, née Ferlin (1011-2000), cultivatrice, J. 2011[3].

### Chatuzange-le-Goubet
- Louise Longueville (1889-1961), J. 2011[4].

### Crest
- Paulette Paturel (1910-2003), boulangère, J. 2015[5].
- Yvon Paturel (1907-1975), boulanger, J. 2015[5].
- Robert Scheffer.

### Dieulefit
- Elie Abel (1892-1944), cultivateur, J. 2011[6].
- Emmeline Abel, née Bres (1890-1974), cultivatrice, J. 2011[6].
- Madeleine Arcens, née Lebannier, directrice d'établissement d'enseignement secondaire, J. 1988[7].
- Pol Arcens (1894-1957), directeur d'établissement d'enseignement secondaire, J. 1988[7].
- Jeanne Barnier (1918-2002), secrétaire de mairie, J. 1988[8],[9].
- Catherine Krafft (1899-1982), directrice d'école[10],[11].
- Simone Monnier (1913-), institutrice, J. 1969[10],[12].
- Henri Morin (1901-1978), industriel, J. 1965[13].
- Marguerite Soubeyran (1894-1980), directrice d'école, J. 1969[10],[12].

### Geyssans
- Augusta Paquien, née Chochat (1898-1976), agricultrice, J. 2010[14].

### Grâne
- Louis Lermine (1888-1965), agriculteur, maire, J. 2013[15].
- Lucie Lermine, née Guiraud (1889-1977), J. 2013[15].

### La Bégude-de-Mazenc
- Colette Arsac, née Fouchier (1900-1984), agricultrice, J. 2016[16].
- Marcel Arsac (1899-1960), agriculteur, J. 2016[16].

### Le Poët-Laval
- Marie Amblard, née Perrin (1896-1982), J. 2010[17].
- Sully Amblard (1890-1969), cultivateur, J. 2010[17].
- Léa Robin, née Roussin.
- René Robin.

### Mirabel-et-Blacons
- Elie Richaud (1884-1954), agriculteur, J. 2008[18].
- Marie-Louise Richaud, née Pape (1888-1970), agricultrice, J. 2008[18].

### Montélimar
- Gaston Bonfils (1866-1950), exploitant agricole, J. 2002[19].
- René Raillon (1904-1980), contremaître, J. 2011[20].
- Rose Raillon (1902-1971), née Loiseau, J. 2011[20].

### Montségur-sur-Lauzon
- Georgette Ricou, née Tena
- Denise Serret, née Cornillac
- Amédée Tena
- Antonine Tena, née Tête
- François Tena
- Georges Tena
- Renée Tena, née Valantin

### Peyrins
- Germaine Chesneau (1894-1983), directrice de home d'enfants, J. 1969[21].

### Portes-en-Valdaine
- Georges Magnet (1908-1944), prêtre, résistant, fusillé, J. 2016[22]

### Portes-lès-Valence
- Gaston Nogier (1902-1944), menuisier, J. 2011[23].

### Puy-Saint-Martin
- Edouard Badon, agriculteur, J. 1995[24].
- Emilie Badon, agricultrice, J. 1995[24].
- Jean Badon, agriculteur, J. 1995[24].
- Monette Badon, agricultrice, J. 1995[24].
- André Rostaing
- André-Noël Rostaing
- Louise Rostaing, née Charras

### Roche-Saint-Secret-Béconne
- Pauline Julien, née Charpenel (1898-), métayère, J. 1997[25].
- Sully Julien (1896-), métayer, J. 1997[25].

### Romans-sur-Isère
- Madeleine Abeille, née Evesque (1898-1980), commerçante, J. 1995[26].
- Marcel Abeille (1900-1972), commerçant, J. 1995[26].
- Madeleine Bady, née Delas (1898-1982), industrielle, J. 2011[27].
- Germaine Bastide, née Cazalet (1898-1979), infirmière, J. 1998[28].
- René Bastide (1895-1988), instituteur, inspecteur d'Académie, journaliste, J. 1998[28].
- André Berger (1896-1970), commerçant, J. 2004[29].
- Victorine Berger, née Boyer (1899-1983), J. 2004[29].
- Hélène Buffet, née Augras (1908-1957), J. 2003[30].
- Victor Buffet (1878-1962), retraité des Postes, J. 2003[30].
- Anna Chifflet, née Jacquemart (1881-1969), J. 2013[31].
- Pierre Descours (1904-1982), directeur d'hôpital, J. 2011[32].
- Auguste Eisenreich, vendeur, J. 1995[33].
- Mathilde Eisenreich, J. 1995[33].
- Andréa Genthon, née Ferlin (née en 1913), boulangère, J. 1995[34].
- Marius Genthon (né en 1914), boulanger, J. 1995[34].
- Marie-Magdeleine Giraudier (1886-1976), directrice d'école retraitée, J. 1996[35].
- Marie Monteillet, Mère Anselme (1875-1965), religieuse, Mère supérieure d'orphelinat, J. 2009[36].
- Aline Mottin, née Abeille (1927-2016), lycéenne, éclaireuse unioniste, J. 1995[26].
- Aimée Regache, née Detrat (1913-2002), infirmière, J. 1993[37].
- André Regache, J. 1993[37].
- Camille Rivoire.
- Fernande Rivoire.
- Henriette Venance, née Tignet.
- Joseph Venance.

### Saint-Jean-en-Royans
- Jean Guillaud (né en 1915), médecin de la Marine, J. 1996[38].
- Renée Guillaud, née Delvaux (née en 1916), J. 1996[38].

### Saint-Nazaire-en-Royans
- Jeanne Romand, directrice de home d'enfants, J. 1983[39].

### Saint-Sorlin-en-Valloire
- Angèle Brunet, J. 1990[40].
- Clovis Brunet, maire, J. 1990[40].
- Elise Poizat, commerçante, J. 1990[41].
- Marcel Poizat, commerçant, J. 1990[41].

### Souspierre
- Abel Marre, agriculteur, J. 2017[42].
- Marthe Marre, agricultrice, J. 2017[42].

### Valence
- Jean Grassias (né en 1911), fonctionnaire de préfecture, J. 1988[43].
- Ninette Grassias, J. 1988[43].
- Jean Oddon, J. 1988[44].
- Reine Oddon, née Prunier (1905-1993), J. 1988[44].
- René Tardieu, inspecteur de police, J. 1985[45].